# Hanna Stępniewska
Hanna Jolanta Stępniewska – polska leśnik, doktor habilitowany nauk rolniczych, profesor na Uniwersytecie Rolniczym im. Hugona Kołłątaja w Krakowie, specjalistka od fitopatologii leśnej oraz ekologii grzybów glebowych.

## Kariera naukowa
W 1985 roku na Uniwersytecie Rolniczym im. Hugona Kołłątaja w Krakowie uzyskała tytuł magistra inżyniera w zakresie ogrodnictwa. W tym samym roku została zatrudniona na tejże uczelni, a w 1991 roku na jej Wydziale Leśnym uzyskała stopień doktora nauk rolniczych w zakresie leśnictwa na podstawie rozprawy pt. Badania zbiorowisk grzybów ryzosferowych wybranych gatunków drzew leśnych i ich wpływu na rozwój grzyba patologicznego Heterobasidion annosum w przebudowywanym drzewostanie sosnowym w II strefie uszkodzeń emisjami przemysłowymi, której promotorem był Stefan Kowalski. W 2007 roku ten sam wydział nadał jej stopień doktora habilitowanego nauk rolniczych w dyscyplinie leśnictwa na podstawie pracy pt. Morfologia i wybrane cechy fizjologiczne patogenów Phytophthora cactorum (Lebert et Cohn) Schroeter i Phytophthora citricola Sawada występujących w szkółkach leśnych w południowej Polsce.